# Kriegersiedlung
Kriegersiedlungen entstanden als ein Element der staatlichen und in Verbänden organisierten Kriegsopferfürsorge.

## Hintergrund
Im Verlauf des Ersten Weltkrieges kam die Idee auf, den Kriegsverletzten bei ihrer Rückkehr in die Heimat den Erwerb eines kleinen Hauses mit Garten zu erleichtern. Diese Wohnungen, denen auch immer ein ausreichend dimensioniertes Stück Gartenland beigegeben werden musste, sollte es den Kriegsheimkehrern ermöglichen, durch gärtnerische und handwerkliche Tätigkeit ihr Überleben zu sichern. Dabei wurde die Form des Einfamilienhauses als die Beste angesehen: „Einem an Armen und Beinen Verletzten kann nicht gut zugemutet werden, vier Treppen hoch zu wohnen. Dagegen kann in der Kleinsiedlung eine Wohnung zu ebener Erde ohne Schwierigkeiten bereitgestellt werden.“
Die wirtschaftliche Situation in Deutschland nach dem Ersten Weltkrieg verzögerte die Umsetzung dieser Form der Kriegsopferfürsorge, so dass insbesondere in der zweiten Hälfte der 1920er Jahre in ganz Deutschland solche Siedlungen entstanden.

## Beispiele
- Kriegersiedlung Auenhain bei Leipzig
- Reichsbund-Kriegersiedlung (Berlin-Lankwitz)
- Kriegersiedlung An der Schmiede
- Kriegersiedlung Ostheim (Chemnitz-Gablenz)
- Kriegersiedlung (Chemnitz-Schloßchemnitz)
- Kriegersiedlung (Dresden-Rähnitz)
- Kriegersiedlung (Dresden-Trachau)
- Kriegersiedlung (München)
- Kriegersiedlung in Radebeul
- Kriegsopfersiedlung im Nürnberger Stadtteil Wetzendorf